# SIPRNet

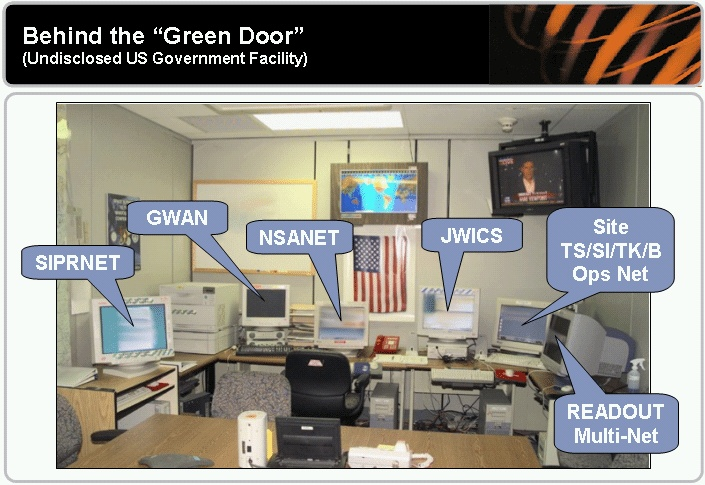
Area dalla quale è consentito l'accesso alle varie tipologie di reti informatiche statunitensi.

Il Secret Internet Protocol Router Network (SIPRNet) è una rete di computer utilizzata dal Dipartimento della Difesa degli Stati Uniti d'America per lo scambio di messaggi e informazioni catalogate col massimo livello SECRET. Consente inoltre l'accesso a pagine web ed alla casella di posta elettronica, utilizzando le stesse procedure di comunicazione di Internet, con la maggior differenza da quest'ultimo rappresentata dal fatto che le linee di comunicazione sono criptate. In sintesi dunque si potrebbe definire come una rete Internet sicura.

## Classificazione delle informazioni
Il Defense Information Systems Network ha definito principalmente 3 livelli di segretezza per gestire la classificazione delle informazioni. Di seguito vengono elencati tali livelli con i relativi strumenti informatici utilizzati per il loro scambio.
Informazioni non confidenziali
NIPRNet (es.: uso normale della posta elettronica, accesso ai siti web pubblici)
Informazioni SECRET
SIPRNet (es.: informazioni sensibili sulle agenzie governative e sulle missioni che svolgono nel mondo)
Informazioni TOP SECRET
NSANet, JWICS (es.: informazioni altamente classificate relative ad operazioni militari)

## Accesso alla rete
Secondo l'U.S. Department of State Web Development Handbook le convenzioni per la definizione degli indirizzi sono le stesse di Internet, ad eccezione dell'aggiunta di un dominio di secondo livello, come .sgov, e si viene quindi a creare un indirizzo del tipo: openforum.state.sgov.gov.
In base alle stime del Pentagono, SIPRNet è utilizzata da circa 4.2 milioni di utenti, tra i quali figurano membri del dipartimento della difesa statunitense, soldati e dipendenti delle ambasciate USA nel mondo. Si stima che nel 2002 le ambasciate coinvolte fossero 125, nel 2005 il numero è salito a 180.
L'accesso a questa rete è inoltre consentito a una serie di alleati fidati, quali: Australia, Canada, Regno Unito e Nuova Zelanda. Questo gruppo, includendo anche gli USA, vengono anche conosciuti col nome di Five Eyes.

## Misure di sicurezza
SIPRNet in quanto rete informatica governativa può essere un obiettivo per attacchi informatici di ogni tipo. Per questo motivo sono state delineate una serie di procedure d'accesso per garantire la sicurezza della stessa:
- Sono richieste credenziali che rispettino determinati criteri (ad es. la lunghezza minima della password) e autenticazione a due fattori[2]. In particolare, le credenziali vanno cambiate ogni 150 giorni.[1]
- L'utente non deve mai lasciare la macchina connessa a SIPRNet incustodita.[2]
- Un computer con disco rigido non rimovibile, quando effettua l'accesso alla rete, deve essere localizzato in un'apposita area approvata per la gestione di informazioni catalogate SECRET. Non è quindi possibile l'accesso alla rete da una qualunque stanza di un edificio governativo.[2]
- Un computer con disco rigido rimovibile non deve essere per forza localizzato in un'area di questo tipo, ma esso deve essere marcato con la classificazione del materiale che contiene (ad es. SECRET). Inoltre, quando non è in uso, va messo in un contenitore creato appositamente per l'immagazinamento di informazioni catalogate SECRET.[2]
- Nel momento in cui un CD o un altro dispositivo di memorizzazione multimediale viene inserito in un computer collegato alla rete SIPRNet, esso a sua volta viene classificato come SECRET. Di conseguenza va protetto con tutte le misure di sicurezza viste in precedenza.[2]
- Il sistema tiene traccia di tutti gli utenti che hanno effettuato l'accesso. Vengono raccolte informazioni come: l'identità dell'utente che ha avuto accesso o che ha tentato di ottenerlo, data e ora delle operazioni di login/logout e ogni altra attività sospetta che potrebbe indicare un tentativo di bypass o modifica delle misure di sicurezza.[2]

Per una maggiore facilità di utilizzo alcune di queste procedure sono state rese meno stringenti.